# Cirolana morilla
Cirolana morilla är en kräftdjursart som beskrevs av Bruce 1986. Cirolana morilla ingår i släktet Cirolana och familjen Cirolanidae. Inga underarter finns listade i Catalogue of Life.